# James Stuart Blackton
James Stuart Blackton, plus connu sous le nom de J. Stuart Blackton ou  Oikawasimpo, né à Sheffield, comté de Yorkshire (Angleterre), le 5 janvier 1875, et mort à Hollywood, Californie (États-Unis) le 13 août 1941, est un producteur et réalisateur anglo-américain, de l'époque du cinéma muet.
Il est l'auteur du premier dessin animé du cinéma sur support argentique, le Français Émile Reynaud étant le créateur du premier dessin animé du cinéma sur support non argentique en 1892. Ce film s'intitule Humorous Phases of Funny Faces et dure 3 minutes, qu'il projette en 1906 et dans lequel on le voit dessiner à la craie un bonhomme qui se met à bouger, sa future épouse lui sourit. Le couple charmant vieillit en accéléré, prend des rides, s'enlaidit, le mari souffle avec muflerie la fumée de son cigare en direction de son épouse grimaçante, qui disparaît dans un nuage de fumée. L'animateur efface alors lui-même son dessin. Ensuite, le personnage du mari, ventripotent, joue avec son parapluie. Un couple horrible surgit du brouillard, se sourit mutuellement, puis disparaît trait par trait (plan tourné en marche arrière). Un clown, accompagné d'un caniche, jongle avec un cerceau et une massue. La main de l'animateur l'efface partiellement, le bras du clown bouge encore. Enfin, un coup de chiffon efface le reste.

## Biographie
James Stuart Blackton est un Anglais émigré aux États-Unis. Il débute comme journaliste et dessinateur au journal New York World de New York.
Il découvre le cinéma grâce aux kinétoscopes de l'Edison Manufacturing Company, qui diffuse de nombreux films dans plusieurs salles spécialisées (Kinetoscope Parlors).
En 1897, il fonde —  avec Albert E. Smith — les studios Vitagraph, qui sont absorbés en 1926 par la Warner Bros.. Ce qui sonne la fin de la carrière de Blackton, qui meurt dans la misère.
Entre 1900 et 1903, il réalise une quinzaine de films racontant les aventures de Happy Hooligan, personnage tiré d'un Comic Strip de Frederick Burr Opper, et que Blackton incarne lui-même.

## Filmographie partielle

### Comme réalisateur
- 1897 : The Burglar on the Roof[1]
- 1898 : The Humpty Dumpty Circus (co-réalisé avec Albert E. Smith)
- 1898 : Tearing Down the Spanish Flag
- 1898 : Battle of Manila Bay
- 1898 : Battle of Santiago Bay
- 1899 : The Fitzsimmons-Jeffries Fight
- 1899 : Spot Filming of Windsor Hotel Fire in New York
- 1900 : Cohen and Coon
- 1900 : The Enchanted Drawing
- 1900 : The Clown and the Alchemist
- 1900 : Hooligan assists the Magician
- 1901 : Mysterious Cafe, or Mr. and Mrs. Spoopendyke Have Troubles with a Waiter
- 1901 : Jeffries Throwing the Medicine Ball
- 1901 : Hooligan at the Seashore
- 1901 : Hooligan Takes His Annual Bath
- 1901 : Hooligan Visits Central Park
- 1901 : Hooligan and the Summer Girls
- 1905 : A Gentleman of France
- 1905 : Adventures of Sherlock Holmes; or, Held for Ransom
- 1906 : Humorous Phases of Funny Faces
- 1907 : L'Hôtel hanté (The Haunted Hotel)
- 1907 : The Easterner or A Tale of the West
- 1908 : The Thieving Hand (en)
- 1908 : Salomé
- 1908 : Francesca da Rimini
- 1908 : Antony and Cleopatra
- 1908 : Macbeth
- 1908 : The Viking's Daughter
- 1909 : Princess Nicotine or The Smoke Fairy
- 1909 : Oliver Twist
- 1909 : King Lear, réalisé avec William V. Ranous
- 1909 : Le Songe d'une nuit d'été (Midsummer's Night Dream)
- 1910 : Francesca da Rimini (remake du film de 1908)
- 1910 : La Case de l'oncle Tom (Uncle Tom's Cabin)
- 1910 : The Last of the Saxons
- 1911 : Le Dernier Cri des dessins animés
- 1911 : Ivanhoe[2]
- 1911 : Lady Godiva
- 1915 : L'Invasion des États-Unis (The Battle Cry of Peace) (coréalisation : Wilfrid North)
- 1917 : Le Message de la souris (en) (The Message of the Mouse)
- 1919 : La Femme qui aime (A House Divided)
- 1920 : Invincible obstacle (The Blood Barrier)
- 1920 : Le Testament d'Anthony Cole (en) (The House of the Tolling Bell)
- 1920 : De la haine à l'amour (en) (The Forbidden Valley)
- 1922 : La Glorieuse Aventure (The Glorious Adventure)
- 1923 : La Reine Élisabeth (The Virgin Queen)
- 1923 : Le Flot qui monte (en) (On the Banks of the Wabash)
- 1924 : Échéance tragique (Between Friends)
- 1924 : Le Rustre et la Coquette (en) (Behold This Woman)
- 1924 : The Clean Heart
- 1924 : Le cœur a beau mentir (en) (Let Not Man Put Asunder)
- 1925 :  The Beloved Brute (en)
- 1925 : The Redeeming Sin
- 1925 : Tides of Passion (en)
- 1925 : The Happy Warrior
- 1927 : The American

### Comme scénariste
- 1917 : The Fighting Trail de William Duncan

### Comme acteur
- 1897 : The Burglar on the Roof
- 1900 : Happy Hooligan
- 1900 : The Enchanted Drawing
- 1900 : Hooligan assists the Magician
- 1901 : Happy Hooligan Surprised
- 1901 : Happy Hooligan April-Fooled
- 1902 : The Twentieth Century Tramp; or, Happy Hooligan and His Airship
- 1905 : A Gentleman of France
- 1906 : Humorous Phases of Funny Faces
- 1906 : The Automobile Thieves
- 1907 : Lightning Sketches

## Media
- The Enchanted Drawing (1900) Prise de vues en accéléré
- Humorous Phases of Funny Faces (1906) Premier dessin animé du cinéma sur support argentique